# Chevreulia gnaphalioides
Chevreulia gnaphalioides là một loài thực vật có hoa trong họ Cúc. Loài này được D.Don ex Hook. & Arn. mô tả khoa học đầu tiên năm 1835.